# 溝子口福德宮

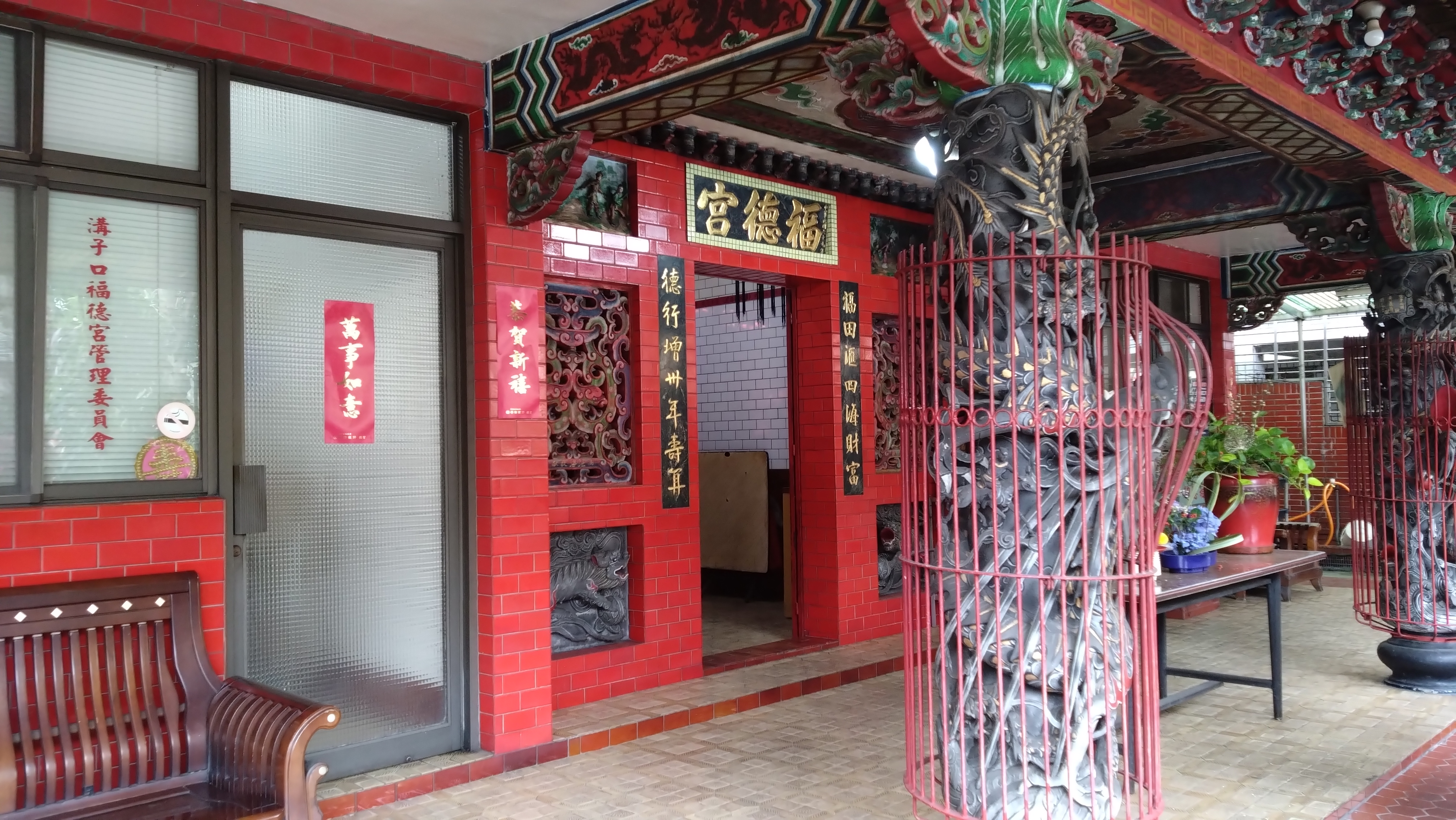
溝子口福德宮內部

溝子口福德宮外觀

溝子口福德宮位於台灣台北市文山區木柵路59巷1號，為主祀福德正神之道教廟宇。該建物興建於1961年，今為位於台北市文山區之仿古廟宇建築。另外，該廟宇的組織型態為管理人制，祭典日期是每年農曆之二月初二。